# Nachal Bar
Nachal Bar (hebrejsky נחל בר) je vádí v jižním Izraeli, v severní části Negevské pouště.
Začíná v nadmořské výšce okolo 500 metrů v pouštní planině Bik'at Arad poblíž hory Har Barir jihozápadně od města Arad. Směřuje pak k severozápadu krajinou s rozptýleným beduínským osídlením. Ústí zleva do vádí Nachal Samar.